# Wannsee-Institut

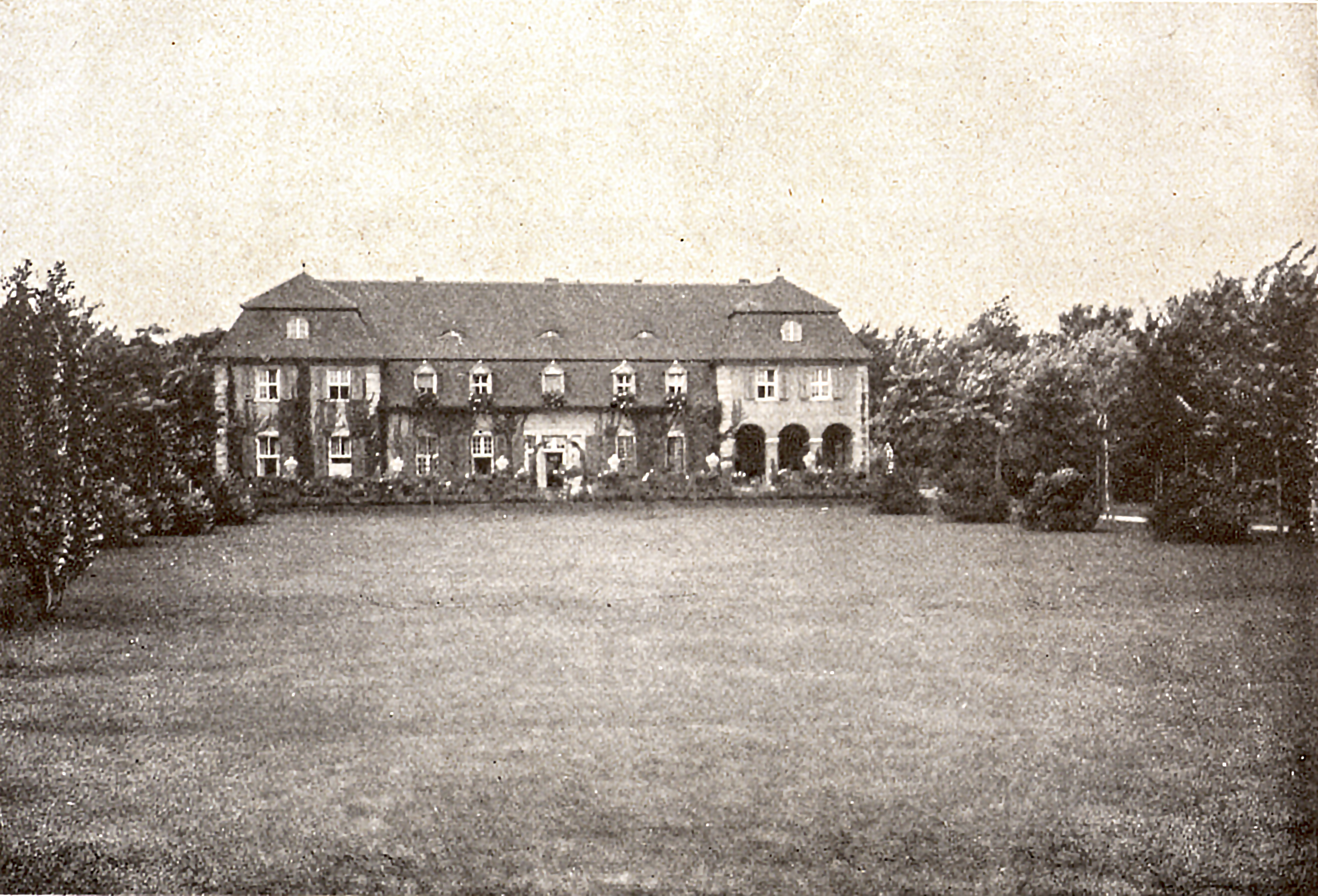
Landhaus Oppenheim, Ansicht der Gartenfassade vor 1928. Sitz des Wannsee-Instituts

Das Wannsee-Institut war ein geheimes Ostforschungs-Institut des SD mit der Aufgabe, eine gezielte nachrichtendienstliche Länderforschung in Richtung der östlichen Länder mit dem Schwerpunkt Sowjetunion aufzubauen. Das Wannsee-Institut war eine getarnte Dienststelle des Sicherheitsdienst des Reichsführers SS (SD) mit Sitz im Landhaus Oppenheim in Berlin, Am Großen Wannsee 43–45. Aus Tarnungsgründen erhielt das neue Russland-Institut des SD den Namen „Institut für Altertumsforschung“, im allgemeinen Sprachgebrauch nannte man es aber nur „Wannsee-Institut“.

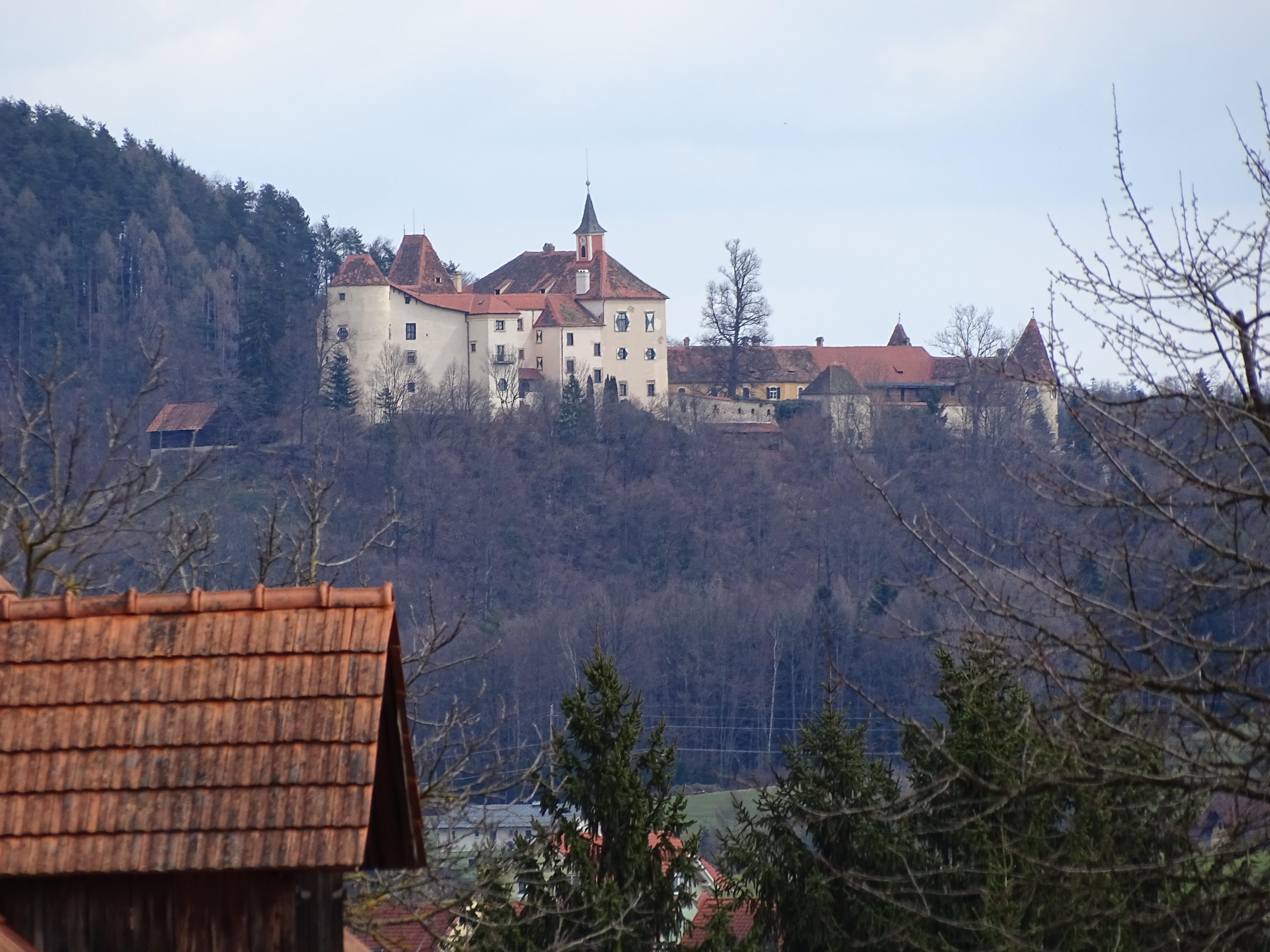
Schloss Plankenwarth

Das Wannsee-Institut unterstand anfänglich dem Amt II des SD, kam im November 1940 zum Reichssicherheitshauptamt (RSHA), Amtsgruppe VI C des Auslands-SD und wurde im September 1943 der neuen Amtsgruppe VI G (Wissenschaftlich-methodischer Forschungsdienst) des Auslands-SD unterstellt. Wegen der zunehmenden Bombardierungen wurde das Institut zu dieser Zeit nach Schloss Plankenwarth bei Graz verlegt.
Heute würde man das Wannsee-Institut als „Think-Tank“ bezeichnen. Die Berichte des Instituts waren in der Sache zwar wissenschaftlich präzise, in der Tendenz dienten sie aber bewusst durch die gezielte Auswahl konformer SD-Wissenschaftler den politischen Absichten der NS-Expansionspolitik. Als Geheiminstitut des SD erhielt es Aufträge zu Studien und Einzelgutachten, die Rückschlüsse auf die Absichten der NS-Führung erlaubten. Die geheimen Studien umfassten alle bedeutenden Fragen eines künftigen deutschen Lebensraums im Osten: Bevölkerung, Rasse, Landwirtschaft, Bodenschätze, Industrialisierung, Bildungsstand der Bevölkerung usw.

## Gründung
Hitlers geheime Pläne zur Eroberung und Kolonialisierung Osteuropas bedurften wissenschaftlicher Grundlagenforschung durch die Geheimdienste. Die politische Erforschung der Zielregionen Polen, Baltikum, Ukraine und Kaukasus war Aufgabe des politischen Geheimdienstes der SS, des SD. Der SD benötigte nationalsozialistisch orientierte Ostwissenschaftler für geheime Aufträge. Das Wannsee-Institut sollte dabei wesentlich zur Meinungsbildung der NS-Eliten über den Ostraum beitragen. NSDAP-Chef Martin Bormann erwähnte 1939 gegenüber Alfred Rosenberg, dass die Gründung des Wannsee-Instituts „die Gewährleistung einer nationalsozialistisch zuverlässigen wissenschaftlichen Berichterstattung über die Sowjetunion“ zum Ziel habe. Seine „Berichte sollten in erster Linie zur persönlichen Unterrichtung der Reichs- und Gauleiter dienen.“
Mit Erhard Kroeger, der als Führer der Volksdeutschen in Lettland mehrere Monate inhaftiert gewesen war, besprach SD-Chef Reinhard Heydrich im Sommer 1936 in Berlin unter anderem die Errichtung einer geheimen Forschungsstelle. Kroeger erinnerte sich nach dem Krieg an das Gespräch: „Er [Heydrich] hatte mir vorgeschlagen, bereits damals, also mehrere Jahre vor Kriegsausbruch, eine geheime Stelle zu schaffen, die unter einem nichtssagenden Titel sich ausschließlich damit befassen sollte, wirtschaftliche, personelle, politische Strömungen und Persönlichkeiten in Lettland und in Estland zu erfassen, zu charakterisieren und Karteien und Unterlagen für einen möglichen Eingriff in Lettland oder in Estland vorzubereiten.“ Als Ergebnis folgte die Gründung der Nordost-Abteilung bzw. Baltischen Abteilung im Wannsee-Institut, die als erste Abteilung dort Anfang 1937 realisiert wurde.
Zu den Aufgaben dieses neuen Instituts gehörten:
- Politikberatung durch Erstellung wissenschaftlicher Berichte über ein steuerndes Kuratorium an höchste Stellen im Reich, um die Ziele Hitlers und Himmlers mit Hilfe des SD zu unterstützen.
- Sammlung von politisch und wirtschaftlich relevanten Informationen für den SD durch wissenschaftliches Fachpersonal und umfängliche Bibliotheken.
- Gleichschaltung der Ostforschung im Sinne des NS-Staates und des SD durch Abdrängen unerwünschter Ostforscher und Selektion junger Akademiker.
- Nachwuchsgewinnung von NS-Wissenschaftlern für den SD. Dazu sollte das geheime Institut des SD an das offizielle Russland-Institut der Universität Berlin gekoppelt werden.

### Michael Achmeteli und die Bibliothek des Osteuropainstituts Breslau
Für die Leitung des geheimen SD-Ostforschungsinstituts wie auch des offiziellen Russland-Instituts der Auslandshochschule in Berlin hatte der SD den aus Georgien stammenden Michael Achmeteli ausgewählt, der einen Lehrstuhl in Berlin erhalten sollte. Achmeteli war am Breslauer Osteuropa-Institut tätig und hatte schon seit 1934 für die SS einzelne Studien gefertigt. Beim SD begann mit tatkräftiger Hilfe von Achmeteli ein Plan zu reifen, sich einen exklusiven Zugang zu den Bibliotheken des Osteuropa-Instituts für die Russland-Forschungen zu sichern. 1936 wandte sich Achmeteli mit Vorschlägen über einen Vertreter der SS in Breslau an den SD in Berlin. Der Vertreter der SS in Breslau war höchstwahrscheinlich Fritz Arlt aus der schlesischen Gauleitung, denn er war ab 1. August 1936 als Parteibeauftragter für das Universitätswesen in Breslau zuständig und stand seit Sommer 1936 mit dem SD in Kontakt.
Im November 1936 liefen Vorgespräche zwischen dem SD und dem Reichserziehungsministerium (REM), um Achmeteli nach Berlin zu berufen, um dort ein Universitätsinstitut im Auftrag des SD zu eröffnen. Mit dem seit 1936 geplanten Wechsel von Achmeteli in ein SD-eigenes Forschungsinstitut erweckte die Bibliothek des Osteuropainstituts in Breslau Begehrlichkeiten beim SD, denn Achmeteli wollte offensichtlich seinen Zugriff auf die Bibliothek behalten. Bücher waren das Elixier, aus dem Achmeteli seine wissenschaftlichen Erkenntnisse gewann und für Studien war eine gründliche empirische Basis erforderlich. Die Bibliothek des Osteuropainstitutes in Breslau schien dem SD unverzichtbar zu sein. Parallel dazu erfolgte bereits Ende 1936 durch den SD die Einrichtung eines Russland-Lektorats in Leipzig, dass auch die weitere Versorgung des künftigen Russland-Instituts des SD mit aktueller Literatur aus der Sowjetunion sicherstellen sollte. Dies erfolgte durch die Firma Koehler & Volckmar in Leipzig. Über diese Firma wurden sämtliche Publikationen aus der Sowjetunion bezogen. Dafür war der Buchhändler Erich Carlsohn im Auftrag des SD bei Koehler & Volckmar eingesetzt. Ursprünglich war das Lektorat zur Kontrolle und Zensur kommunistischer Literatur und ihrer Bezieher tätig. Dann wurde das Lektorat stärker mit der Beschaffung von Literatur für das Wannsee-Institut beauftragt.
Im Januar 1937 entwickelten sich die Dinge sehr schnell. Am 18. Januar 1937 überwies das REM den Lehrauftrag von Achmeteli von Breslau nach Berlin. Zehn Tage später erfolgte am 28. Januar 1937 seine Ernennung zum Honorarprofessor an der Universität Berlin. Am selben Tag erschienen SD-Leute mit LKWs in Breslau und beschlagnahmten die gesamte Russland-Bibliothek des Osteuropa-Instituts. Anschließend erließ der SD ein Publikations- und Sprechverbot für die Zeugen beim Abtransport der Bibliothek aus Breslau, so dass die deutsche Öffentlichkeit nichts von der Aktion erfuhr. Als Forschungsbasis für das neue geheime Russland-Forschungsinstitut wurden die vom SD beschlagnahmten gut 30.000 Bücher des Osteuropa-Instituts nach Berlin verbracht. Diese Bibliothek kam in das Landhaus Oppenheim in Berlin, Am Großen Wannsee 43/45. Hier wurde das geheime Wannsee-Institut des SD eingerichtet. Das Gebäude am Wannsee hatte die SS von den Kindern der Familie von Franz Oppenheim beschlagnahmt, die aufgrund ihrer jüdischen Abstammung nach London geflüchtet waren.
Der Breslauer Universitäts-Beauftragte Fritz Arlt spielte auch nach der Zerschlagung des Breslauer Osteuropa-Instituts eine wichtige Rolle. Der hastige Aufbau des Wannsee-Instituts und der Bücherraub von Breslau hatten zu erheblichen Verstimmungen zwischen Abwehr-Chef Wilhelm Canaris und Heinrich Himmler geführt. Canaris hatte gerade erst im Dezember 1936 mit Heydrichs Vertreter Werner Best die Grundsätze der Zusammenarbeit zwischen Abwehr und Gestapo/SD ausgehandelt. Außerdem war Canaris gerade dabei, seine Abteilung Abwehr II für den Sabotage- und Zersetzungskrieg aufzubauen. Er wurde von der SD-Aktion brüskiert, denn er hatte vor, einen Pool von Ostwissenschaftlern für die Abwehr II zu gewinnen. Breslau und dessen Osteuropa-Institut sollten einen Schwerpunkt bilden. Arlt setzte sich 1937 dafür ein, dass seine Breslauer Freischarkameraden Hans Dehmel und Hans Raupach aus dem Boberhaus-Kreis der Abwehr zusammen mit dem neuen Leiter des Osteuropainstituts in Breslau, Hans Koch weiter Ostforschung für die Abwehrstelle Breslau und die Abwehr II betreiben konnten. Man kann Arlt in dieser Funktion durchaus als eine Art politischen Geheimdienstkoordinator im Sinne der Absprachen zwischen Canaris und Heydrich vom Dezember 1936 sehen.

### Das Institut und der Inlands-SD
Das Wannsee-Institut war in der Anfangszeit seines Bestehens bis Oktober 1937 an die Abteilung II 121 (Marxismus) des SD-Hauptamtes unter Obersturmführer Martin Paul Wolf nur angegliedert. Eine dauerhafte Beziehung bestand in dieser frühen Phase ab 1937 außerdem zur Abteilung II 211 (Lebensgebiet Wissenschaft) unter Obersturmführer Justus Beyer. In der weiteren Hierarchie des SD-Hauptamtes unterstand Wolfs Abteilung der Hauptabteilung II/12 Politische Gegner (Leitung Helmut Knochen). Darüber stand die Zentralabteilung II/1 „Gegnererforschung“ des Inlands-SD unter Leitung von Franz-Alfred Six, der daneben 1938 auch die Zentralabteilung II/2 „Lebensgebietsmäßige Auswertung“ leitete. Nachdem Reinhard Heydrich am 1. Juli 1937 mit einem Funktionserlass die Zusammenarbeit zwischen SD und Gestapo neu regelte, kam die Bearbeitung des Marxismus vom SD zur Gestapo. Die Abteilung II/121 von Wolf hatte sich nun thematisch mit den „Linksbewegungen“ zu befassen. Zum Ausgleich für die Abgabe des Marxismus erhielt Wolf ab 15. Oktober 1937 die volle Verantwortung für das Wannsee-Institut. Außerdem wurde Wolf auch Geschäftsführer des Wannsee-Instituts. Die Angehörigen der SS, die grundsätzlich im Dienst Uniform trugen, arbeiteten in Zivil, um die Tarnung des Institutes zu wahren.
Interessanterweise arbeitete das Wannsee-Institut, obwohl es sich thematisch mit dem Ausland befasste, unter Wolf für den Inlands-SD. Das ist einerseits bezeichnend für die Machtverhältnisse im SD-Hauptamt und beschreibt die geringe Bedeutung, die der Auslands-SD vor Kriegsbeginn beim SD hatte. Andererseits waren es die vom Inlands-SD unter Six herangezogenen Akademiker, die Gegnerforschung wissenschaftlich betrieben. Der Auslands-SD hatte schlicht keine entsprechenden Kapazitäten, die wissenschaftliche Steuerung des Wannsee-Instituts zu übernehmen. Andernfalls hätte man große Teile des Inlands-SD zum Auslands-SD transferieren müssen, was wohl weder von Six noch von Heydrich gewünscht war. Erst nach Gründung des Reichssicherheitshauptamtes (RSHA) 1939 und im Vorfeld des Russland-Feldzuges kam das Wannsee-Institut auf Vorschlag von Six im November 1940 als Sonderreferat zur sachlich zuständigen Auslandsaufklärung des SD, dem Amt VI des RSHA.

### Die Tandem-Funktion von Wannsee-Institut und Russland-Institut
Im September 1937 fanden dann Geheimgespräche der SD-Führer Reinhard Heydrich, Franz-Alfred Six, Otto Ohlendorf und Martin Wolf mit dem Reichserziehungsministerium (REM) statt. Ziel war es, den vom SD geförderten Michael Achmeteli auch als Leiter des offiziellen Russland-Instituts in Berlin zu installieren. Achmeteli war zwar seit 1937 Leiter des Wannsee-Institut des SD, doch seine Berufung zum ordentlichen Professor am Russland-Institut stand noch aus. Ein Sonderbericht des SD sollte das beschleunigen. Urheber dieses Berichts war zweifellos das Wannsee-Institut selbst, wie aus einer späteren Stellungnahme Heinrich Himmlers zu entnehmen ist. In diesem Sonderbericht wurde speziell zur Judenfrage und zur Lage der Ostforschung an der Universität Berlin Stellung bezogen: „Der Erfolg der Ostpolitik des Dritten Reiches … wird neben den machtpolitischen Faktoren davon abhängen, inwieweit es gelingt, einen Stamm von weltanschaulich unbedingt zuverlässigen wissenschaftlichen Kräften zu schaffen, die gegenüber den Einflüssen von Judentum, Freimaurerei, Konfessionalismus und anderen gegnerischen Strömungen vollkommen immun und fachlich und hinsichtlich der Sprachkenntnisse gut vorgebildet sind“. […] „Dies zeigt mit erschreckender Deutlichkeit, dass ohne die rasche und energische Inangriffnahme einer Neugestaltung der Heranbildung eines geeigneten Nachwuchses der Erfolg der nationalsozialistischen Ostpolitik ernsthaft gefährdet werden kann.“
Dieser Bericht beschrieb eindeutig die Gleichschaltungsabsichten des SD für die gesamte Ostforschung. Die geplante Zielsetzung beim SD ging erkennbar weit über das Russland-Institut hinaus. Der SD plante den Ausbau einer selbständigen auslandswissenschaftlichen Fakultät (AWF) mit einem Deutschen Auslandswissenschaftlichen Institut an der Universität Berlin (DAWI) unter Leitung von Standartenführer im SD Franz-Alfred Six. Eine Intervention von Heinrich Himmler im April 1938 machte dann den Weg für Achmetelis ordentliche Professur endgültig frei. In seiner Begründung erklärte Himmler, Achmeteli gehöre „zu den wenigen Ostforschern, die die internationalen jüdischen Zusammenhänge des Bolschewismus von Anfang an erkannt und in den Mittelpunkt ihrer Forschung gestellt haben.“
Mit dem Rückenwind durch Himmler hatte Achmeteli 1938 endlich die vom SD angestrebte Doppelfunktion erlangt. Achmeteli leitete ab Januar 1937 sowohl das geheime Wannsee-Institut des SD wie dann ab Wintersemester 38/39 auch das offizielle Russland-Institut der Auslandshochschule (AHS) Berlin und konnte somit die im Sonderbericht skizzierte Ostforschung für den SD aufbauen. Seine SD-Studenten erhielten im Russland-Institut der AHS der Universität Berlin ihre offiziellen Weihen, während sie im Wannsee-Institut geheime Analysen für den SD erstellten. Infolge des Geheimcharakters des Russland-Instituts wurde sogar eine Trennwand eingebaut, damit die dort arbeitenden Angehörigen des „Wannsee-Instituts“ des SD ungesehen von den übrigen Mitarbeitern arbeiten konnten.
Mit der Doppelfunktion von Achmeteli in beiden Instituten konnte Wolf eine Vorselektion geeigneter Bewerber für den SD durchführen, die zunächst im Russland-Institut der Universität bei Achmeteli arbeiteten. Erst nach einem regulären Studienabschluss im Seminar bei Achmeteli kam ihre Übernahme als Wissenschaftler in das Wannsee-Institut des SD in Frage. Diese Systematik begann im Jahr 1938 zu greifen. Die Mitarbeiterzahl des Wannsee-Instituts stieg von 26 auf 40 an, zugleich erweiterte die eigentlich als Russland-Institut gestartete Einrichtung ihren Fokus auf die Ukraine, die Tschechoslowakei und Polen.

### Kuratorium
Für die wissenschaftliche Beratung und Unterstützung des Instituts war ein Kuratorium aus Mitgliedern verschiedener Ministerien zuständig, die mit dem SD in Verbindung standen. Dem Kuratorium gehörten 1938 folgende Ministerien und Beauftragte an: Reichsluftfahrtministerium (Hauptstabsingenieur Günther Tschersich), Reichsinnenministerium (Staatssekretär und SS-Oberführer Wilhelm Stuckart) und Reichserziehungsministerium (Staatsminister und SS-Oberführer Otto Wacker).
Das Institut hatte auch Verbindung zum Reichsernährungsministerium (Obersturmbannführer Hans Albert von Lettow-Vorbeck), der Deutschen Forschungsgemeinschaft (Max Horst, Referent für Forschungsstipendien) und dem Reichsstudentenwerk (Obersturmbannführer Gerhard Adam, zuständig für studentischen Nachwuchs). Eine besonders enge Zusammenarbeit entstand außerdem zwischen der Abteilung II 121 und der Anti-Komintern von Adolf Ehrt. Die Verbindung lief über Andreas von Deringer, dem Stellvertreter von Adolf Ehrt mit Unterstützung der Ostabteilung des Propagandaministeriums unter Oberregierungsrat Eberhard Taubert.
Mit Hilfe des Kuratoriums hatte das Wannsee-Institut die Rückendeckung hoher Ministerialbeamter. Über die Versendung der Wannsee-Berichte, soweit sie vom SD freigegeben waren, erlangte das Institut ab 1938 einen hohen Bekanntheitsgrad und gewann erheblichen Einfluss in der Politikberatung der Führungsgremien des Reiches.

### Personal des Instituts
Das Institut hatte einen kleinen Kern aus den vom SD und Franz Alfred Six besonders geförderten Leipziger Zeitungswissenschaftlern und Studenten. Den Schwerpunkt des Personals bildeten Akademiker aus den Zielgebieten Baltikum, Polen, Ukraine und Russland.
Der Leiter des Wannsee-Instituts, Michael Achmeteli wurde bereits ausführlich beschrieben. Obwohl Achmeteli einhellig als schwieriger Charakter bezeichnet wurde, verzichtete man 1940 auf seine angedachte Ablösung durch Emil Augsburg, den man als Institutsleiter für geeigneter hielt. Letztlich wurde Michael Achmeteli erst im Oktober 1944 von der Führung des Instituts entbunden. Sein Nachfolger wurde Gerhard Teich.
Der Leipziger Gerhard Teich hatte 1938 promoviert und war für das „Institut für Grenz- und Auslandsstudien“ sowie als Gruppenleiter im Ostministerium tätig. Im März 1943 wurde er vom RSHA übernommen und kam als Hauptsturmführer zum Unternehmen Zeppelin. Anfang 1944 übernahm er das Auswertungsreferat VI C3 im RSHA und in dieser Funktion bildete er die Brücke zum Wannsee-Institut, das inzwischen zur Gruppe VI G des RSHA gehörte.
Achmeteli hatte drei Assistenten vom Breslauer Osteuropa-Institut gleich mit nach Berlin gebracht. Der aus der Ukraine stammende Agrarwissenschaftler Richard Kornelsen hatte landwirtschaftliche Fragen der Sowjetunion am Osteuropa-Institut bearbeitet. Er war in derselben Funktion im Wannsee-Institut tätig. Er schied aus dem Institut wegen Meinungsverschiedenheiten mit Achmeteli aus und gelangte später als Chef der Krimtatarischen Leitstelle ins Ostministerium zu Gerhard von Mende. Boris Kitschigin war als zaristischer Offizier nach Deutschland emigriert und seit 1932 wissenschaftlicher Referent in Breslau. Im Wannsee-Institut war er Referent für Bergbau und Industrie. Der Dresdner Johannes Pfestroff schließlich war ab 1937 als Assistent im Institut beschäftigt und Fachmann für Buntmetallurgie in der Sowjetunion, über die er 1943 eine Doktorarbeit schrieb.
Der in Moskau geborene Hermann Greife kam von der Antikomintern, hatte liberale Ostforscher aus der deutschen Sowjetforschung entfernt und diese auf das nationalsozialistische Russlandbild getrimmt. Greife publizierte eifrig gegen den jüdischen Bolschewismus. Er war seit 1. Februar 1937 Mitglied der SS und bis 1940 Stellvertreter von Achmeteli. Er war für sowjetische Innenpolitik und die Kommunistische Partei zuständig. Greife verließ wegen Differenzen mit dem schwierigen Achmeteli im Frühjahr 1940 das Institut und kam dann als Dozent an die Auslandswissenschaftliche Fakultät der Universität Berlin unter Dekan Franz Alfred Six.
1937 gelangten die deutschbaltischen Doktoren Friedrich Buchardt und Hans-Adolf Handrack in die Forschungseinrichtung. Buchardt war zuvor ab 1935 an der Universität Königsberg als Leiter der Baltischen Abteilung des Institutes für Osteuropäische Wirtschaft tätig und war hier mit Franz-Alfred Six und mit dem SD in Kontakt gekommen. Buchardt wurde zeitgleich mit dem Bücherraub des SD in Breslau am 29. Januar 1937 offiziell SD-Mitarbeiter und erhielt schon im Frühjahr 1937 den Auftrag, eine eigene „Arbeitsstelle Baltikum“ im Wannsee-Institut aufzubauen. Dabei dürfte es sich um jene von Erhard Kroeger in seinen Gesprächen mit Heydrich 1936 erwähnte geheime Stelle gehandelt haben, die nun im Wannsee-Institut realisiert wurde. Im Wannsee-Institut leitete Buchardt fortan die Baltische Abteilung. Später war er in Einsatzgruppen aktiv und zuletzt führte er als Obersturmbannführer das Sonderkommando Ost des Inlands-SD. Handrack kam im Mai 1937 zum Wannsee-Institut. Buchardt und Handrack hatten bereits 1934 in Riga zusammen mit Erhard Kroeger das Kampfblatt der Bewegung in Lettland herausgegeben und waren nach dessen Verbot nach Deutschland geflüchtet, um einer Verhaftung zu entgehen. Der Bevölkerungs-Statistiker Handrack war bis 1939 Angestellter im Wannsee-Institut und bearbeitete Bevölkerungsprobleme in Lettland und Estland. Handracks künftige Ehefrau Barbara von Kymmel trat im April 1938 ihren Dienst im Wannsee-Institut an. Sie arbeitete später in der Zentralbibliothek des SD in der Emser Str. 12 in Berlin. Hans-Adolf Handrack kam 1943 zum Unternehmen Zeppelin des SD.
Der 1913 in Moskau geborene Deutschbalte Hans-Eugen Dressler kam 1938 ebenfalls in die Baltische Abteilung des Instituts. Später wurde er Dolmetscher beim Leiter der Einsatzgruppe A im Baltikum, leitete das Ukraine-Referat VI C 3 im RSHA und war dann im Unternehmen Zeppelin Süd für Ukrainer und Kaukasier zuständig. Zur Baltischen Abteilung bzw. ausgegliederten Abteilung NO im SD-Hauptamt gehörte auch der Jurist Walter Tittelbach aus Lettland, der Polen und die baltischen Länder bearbeitete. Ebenso war der Deutschbalte Berend von Nottbeck hier, der vom Institut für Zeitungswissenschaften in Berlin zum Wannsee-Institut gelangt war. Weitere deutschbaltische Mitarbeiter waren 1939 Harry-Georg Sturm, Reinhold Maksa-Steinberg, Alfred Storz und Ernst Harffer. Am 1. September 1937 begann der Doktorand Manfred Hellmann, 1912 in Riga geboren, im Wannsee-Institut zu arbeiten.
Der vormalige Leipziger Zeitungswissenschaftler Emil Augsburg war seit 1. März 1937 Angehöriger des Wannsee-Instituts. Augsburg war im Wannsee-Institut als Oberassistent Leiter der Abteilung Kultur und Nationalitäten und führte eine Sonderkartei über die Sowjetunion. Er trug wesentlich zum Aufbau des Instituts bei und ersetzte 1940 als Stellvertreter von Achmeteli den ausgeschiedenen Hermann Greife. Augsburg gehörte 1941 dem Vorkommando Moskau der Einsatzgruppe B an, wurde bei Kämpfen verwundet und kam später wieder zurück ins Institut.
Als Rumänien- und Ukraine-Spezialist war der aus Galizien stammende Volkstumswissenschaftler Rudolf Wagner tätig, der im November 1938 nach dem Studium in Marburg zum Institut gelangte. Wagner war 1940 und 1941 zu Einsätzen in Paris und Belgrad abgeordnet, womit sehr wahrscheinlich Kontakte zur dortigen Emigration verschleiert wurden. Am 1. September 1939 kam der gleichfalls aus Galizien stammende Philipp Wick nach Wannsee als Ukraine-Bearbeiter. Obersturmführer Wick war anschließend Dozent am Auslandswissenschaftlichen Institut der Uni Berlin für die Sowjetunion.
Seit 1939 gehörte der vormalige Leipziger Zeitungswissenschaftler Erich Hengelhaupt zum Wannsee-Institut, der zuvor bei der SD-Ostforschung-Publikationsstelle in Leipzig und dem Referat II/111 Freimaurer im SD-Hauptamt tätig gewesen war. Hengelhaupt spezialisierte sich auf die Emigranten aus der Sowjetunion, über die er bereits in Leipzig geforscht hatte. 1941 war er bei der Einsatzgruppe A zu finden, danach leitete er die Russland-Referate C1–3 in der Amtsgruppe RSHA VI C und zeitweise auch das Unternehmen Zeppelin des SD.
Der aus Lettland stammende Nordist Harald Spehr war Bibliothekar am Wannsee-Institut. Obersturmführer Georg Wagner war für die Verwaltung des Instituts zuständig. Der Obersturmführer Arkadi Swetschin betätigte sich als Kartenzeichner und war für das Verkehrswesen zuständig. Untersturmführer Franz Krämer war von 1939 bis 1944 Buchbinder im Wannsee-Institut. Weitere Mitglieder des Instituts waren Werner Büchle, Otto Blümke und Richard Hasselbach. Allesamt waren sie junge Wissenschaftler, die über das Auslandswissenschaftliche Institut der Universität Berlin (Dekan ab 1940: Six) zum SD gelangten und Arbeiten oder Dissertationen am Auslandswissenschaftlichen Institut zu Themen der Sowjetunion schrieben.
Zum Institutsumfeld gehörten auch die Oberscharführer Erich Carlsohn und Georg Greife aus dem Leipziger Russland-Lektorat, die beide das Wannsee-Institut mit sowjetischer Literatur belieferten. Georg Greife war der Bruder von Hermann Greife, dem Stellvertreter von Achmeteli im Wannsee-Institut. Auch er kam während des Krieges als Untersturmführer zum Unternehmen Zeppelin des SD.

## Kriegsvorbereitung
Das Wannsee-Institut war bereits im Vorfeld in den Überfall auf Polen und das Unternehmen Barbarossa involviert, schließlich in die gesamte Kriegführung im Osten. Wirtschaftliche Zentren, Brücken, entscheidende Verkehrswege und Eisenbahnnetze wurden ausgespäht. Für die besetzten Gebiete erarbeitete das Institut Empfehlungen zur Machtsicherung und zur möglichen Einbeziehung in die NS-Strukturen.
Eine weitere Aufgabe für das Personal bestand ab 1938 in Spezialaufträgen innerhalb der Einsatzgruppen der Sicherheitspolizei und des SD, insbesondere die Suche nach Beutedokumenten in Ministerien und Regierungsdienststellen und die Errichtung eines Besatzungsregimes, die Beschlagnahmung von wissenschaftlichem Material sowie Raubkunst. Ab 1942 wurden im Rahmen des Unternehmen Zeppelin sowjetische Kriegsgefangene verhört, um vor Ort Informationen zu beschaffen.

### Rückwanderer-Befragung
Im Rahmen von Stalins Säuberungen verließen ab 1936 viele Deutsche die Sowjetunion und gerieten nun in den Blickpunkt von Gestapo und Auslands-SD. Viele dieser Rückkehrer waren als Kommunisten freiwillig in die Sowjetunion gegangen und galten nun als potenzielle Spione. Auch die Abteilung von Martin Paul Wolf beim Inlands-SD hatte Interesse an den Rückwanderern, unter denen sich einige Mennoniten befanden. So konzipierten ab April 1937 Michael Achmeteli und Emil Augsburg vom Wannsee-Institut im Auftrag von Wolf einen Fragebogen für Rückwanderer zur Weiterleitung an das Rückwandereramt Auslandsorganisation der NSDAP. Im Rückwandereramt war der Untersturmführer im SD Wilhelm Waneck als Verbindungsführer der Abteilung III 2 des Auslands-SD mit den Rückwanderern aus Osteuropa befasst. In Kooperation mit Gestapo und Auslands-SD erfolgte die Auswertung des Fragebogens dann im Wannsee-Institut. Sie sollte Rückschlüsse auf die bisher kaum erfasste Situation in der Sowjetunion erlauben. Gerade die vormaligen Beschäftigten in industriellen Betrieben der Sowjetunion standen im Blickpunkt des Interesses.

### Volkstumsarbeit
Ab 1937, nachdem Himmlers SS die Volkstumsarbeit übernommen hatte, ließ sich das Wannsee-Institut von den deutschen Volkstumsvertretern im Osten informieren und erstellte Berichte, insbesondere über das deutsche Volkstum in Polen und im Baltikum. Bereits vor dem Polenfeldzug wurde im SD-Hauptamt die Aufklärungsarbeit aufgeteilt. Für Polen das erst im Mai 1939 geschaffene Referat II P zuständig, für die baltischen Länder Estland und Lettland das Referat II NO. Beide Referate waren eng mit dem Wannsee-Institut verknüpft. Einige Monate vor Abschluss der deutsch-sowjetischen Geheimverhandlungen über die Aufteilung Polens und des Baltikums lieferte das Wannsee-Institut Hintergründe für bevorstehende Entscheidungen.

### Polen
Ab Sommer 1938 erfolgte die Ausrichtung des SD auf den bevorstehenden Krieg mit Polen. Das SD-Hauptamt war intensiv in die Kriegsvorbereitungen eingebunden, denn Gestapo und SD sollten gemeinsam in Einsatzgruppen eingesetzt werden. Der SD würde mit etwa 350 bis 450 Mann beteiligt sein. Die SD-Kommandos sollten nur für ausgesprochen nachrichtendienstliche Tätigkeiten eingesetzt werden. So wurde auch das Wannsee-Institut in die Erfassung des politischen Gegners eingebunden. Aufgabe der im Mai 1939 im SD-Hauptamt eingerichteten Zentralstelle II P (Polen) war die „Zusammenfassung sämtlicher das Deutschtum in Polen berührender Vorgänge weltanschaulich-politischer, kultureller, propagandistischer und wirtschaftlicher Art.“ Zudem sollte sie eine nach Regionen wie nach Personen geordnete Kartei anlegen, die „einem eventuellen Einsatzkommando zur Verfügung gestellt“ werden konnte.
Diese „staatspolizeilichen Sonderaufträge“ für das Institut sind als besonders heikel zu werten, denn gemäß des SD-Auftrags war damit eine Vorselektion von Freund und Feind, also Gegnerforschung verbunden. Die Personen- und Sachkarteien des Wannsee-Instituts waren für die Einsatzgruppen von erheblicher Bedeutung bei den Vernichtungsaktionen an der Ostfront. Die Gesamtverantwortung für Polen hatte Franz Alfred Six übernommen. Die Hauptarbeit bei II P leistete Obersturmführer Heinz Gehrmann, der eigentlich zu Wolfs Abteilung II 121 gehörte, aber zu II 212 abgeordnet war. Für das Wannsee-Institut wurde Untersturmführer Emil Augsburg als Polen-Sachbearbeiter und Verbindungsführer zu II P bestimmt. Bereits am 9. Mai 1939 erfolgte ein Gespräch zwischen dem Leiter des Judenreferats II 112 im SD-Hauptamt Herbert Hagen und dem Polen-Bearbeiter im Wannsee-Institut, Emil Augsburg, über Verbindungsmöglichkeiten nach Polen. Hagen betonte die Notwendigkeit, genaue Auskünfte über eine vollständige Erfassung des Judentums in Polen zu erhalten. Augsburg hatte Kontakt zu Ludwig Wolff, dem Führer der Jugendorganisation der Deutschen in Polen, der ab 1938 auch Geschäftsführer des Deutschen Volksverbands (DVV) in Lodz war. Der DVV wurde von der Volksdeutschen Mittelstelle der SS gefördert und Wolff hatte den DVV im Sinne der NS-Bewegung ausgerichtet. Wolff arbeitete allerdings auch für den SD. In einem Vermerk des SD-Hauptamtes vom 9. Mai 1939 war festgehalten:
II 112 [Herbert Hagen] „wies darauf hin, dass es darauf ankomme, in Polen Personen zu kennen, die genaue Auskünfte zu einer vollständigen Erfassung des Judentums in Polen geben können. SS-Ustuf. Augsburg wies darauf hin, dass ihm der geeignetste Mann der Leiter des ‚Deutschen Volksverbandes in Polen‘, Wolff, erscheine, der ihm persönlich bekannt ist und für den er sich persönlich verbürgt. Wolff habe in den letzten Jahren aus einer Organisation von 35 000 Mitgliedern eine solche mit 350 000 trotz dauernder Beobachtung durch die polnische Geheimpolizei aufgebaut. Die Mitglieder sind absolut verlässlich und verfügen über alle Unterlagen im Falle eines Eingriffs. […] Die Zentralstelle“ [gemeint ist die Zentralstelle II P im SD-Hauptamt] „führt eine zentrale Kartei nach regionalen (Bezirke und Orte) und personellen (Personen, Personen-Verbände, Institute) Gesichtspunkten. Da diese Kartei einem eventuellen Einsatzkommando zur Verfügung gestellt werden muss, richten die Polen-Sachbearbeiter der einzelnen Hauptabteilungen ihrerseits für ihren Arbeitsbereich eine entsprechende Kartei ein, die auch im Falle eines Einsatzes bei den Hauptabteilungen bzw. einer im SD-Hauptamt bestehenden Zentralstelle verbleibt. Für das Ost-Institut (Wannsee) übernimmt die Aufgaben eines Polen-Sachbearbeiters und Verbindungsführers zur Zentralstelle II P des SD-Hauptamtes SS-Untersturmführer Augsburg.“
II P führte Personenkarteien über Deutsche in Polen und Polen in Deutschland und Sachkarteien über die zugehörigen Institutionen. Ausdrücklich festgehalten war, dass auch im Rahmen der Volkstumsauseinandersetzung in Polen hervorgetretene Polen erfasst werden sollten. Ludwig Wolff arbeitete demnach vor dem Polenfeldzug Emil Augsburg im Wannsee-Institut zu und sammelte für diesen Informationen, die letztlich beim Überfall auf Polen von den Einsatzgruppen gebraucht wurden. Über die Verbindungen zum deutschen Auslandsvolkstum besorgte das Wannsee-Institut im Rahmen der Gegnerforschung zumindest einen Teil der Informationen, welche die Einsatzgruppen von Sipo und SD beim Einmarsch in Polen zur Auffindung, Identifizierung, Selektion und Vernichtung der polnischen Gegner benötigten. Es war insofern in die Vernichtungsaktionen eingebunden. Die späteren BND-Mitarbeiter Emil Augsburg und Ludwig Wolff, beide in Lodz aufgewachsen, hatten in Polen an der vollständigen Erfassung des Judentums mitgewirkt. Das Ghetto Lodz, Ende 1939 errichtet, wurde das erste Judenghetto auf polnischem Boden. Wolff erhielt zum Dank für seine Leistungen im Volkstumskampf die Ernennung zum SS-Obersturmbannführer und einen Sitz im Reichstag. Hitler nannte die Stadt 1940 in Litzmannstadt um, worauf Ludwig Wolff dort bis 1941 als Kreisleiter amtieren durfte, während die Stadt selbst zum Zentrum der Umsiedlungen und der beginnenden Vernichtung von Juden wurde.

### Baltikum
Anfang 1937 wurde die Baltische Abteilung des Wannsee-Instituts parallel zur Übernahme der Volksdeutschen Mittelstelle durch Himmler eingerichtet. Friedrich Buchardt und Hans-Adolf Handrack pflegten im Interesse des SD Kontakte zum Führer der volksdeutschen NS-Bewegung in Lettland Erhard Kroeger und dessen Beauftragten Otto Kraus. Die Baltikum-Abteilung des Wannsee-Instituts wurde 1939 im Vorfeld des Polen-Feldzugs aus dem Wannsee-Institut ausgegliedert und firmierte unter dem Titel Nordost-Abteilung als separate Forschungsstelle II NO des SD-Hauptamtes. Die Nordost-Abteilung hatte zu diesem Zeitpunkt neun Mitarbeiter, allesamt Deutschbalten ausschließlich aus Estland und Lettland, nicht einen aus Litauen. Litauen wurde anscheinend über den SD-Oberabschnitt Königsberg und die Blockstelle des Auslands-SD in Tilsit erschlossen.
Unter dem Titel „Die Bevölkerungsverhältnisse im Baltikum“ verfassten Friedrich Buchardt und seine Mitarbeiter aus Estland und Lettland zur Jahreswende 1938/39 einen 132-seitigen Sonderbericht Nr. 3/39 im Auftrag des SD-Hauptamtes. Unter dem Briefkopf Abteilung II (NO) wurde das Dokument auf dem üblichen Weg an die SS-Führung und führende SS-Zuträger weitergereicht. Darin wurde unter anderem festgehalten: "Werden die baltischen Staaten auch weiterhin ihre Selbständigkeit behalten, so sind die deutschen Volksgruppen in diesen Staaten in jeder Weise zu unterstützen, damit man mit ihrer Hilfe die Politik in diesen Staaten beeinflussen kann. Nimmt dagegen der „Slawische Drang nach Westen“ zu, so muss um die Reinheit der Rasse zu erhalten, ein Rückzug der deutschen Volksgruppe aus diesem Raum in Erwägung gezogen werden.“
Hier lieferten die in der völkischen Ideologie der baltischen NS-Bewegung groß gewordenen Wannsee-Mitarbeiter bereits die Grundlagen für die späteren Entscheidungen, beispielsweise in der kurz darauf folgenden Annexion des Memelgebietes, im Geheimabkommen zum Molotow-Ribbentrop-Pakt, in dem Hitler das Baltikum der Sowjetunion überließ und in der 1939 anlaufenden Baltenumsiedlung, die in Umsiedlungsverträgen mit den baltischen Staaten ausgehandelt wurden. Diese Baltenumsiedlung war bereits im Gutachten der Abteilung II (NO) als Option gesehen worden.
Das Wannsee-Institut wurde dann von den aktuellen Ereignissen insofern überrascht, als in der Nacht vom 23. auf den 24. August 1939 plötzlich der deutsch-sowjetische Nichtangriffspakt samt geheimem Zusatzprotokoll in Moskau unterzeichnet worden war. Hitler und Stalin hatten sich darin über die Aufteilung Polens und der baltischen Staaten geeinigt. Es folgte der Überfall auf Polen, wobei einige Mitarbeiter des Instituts im Rahmen der „Archivsicherung“ zum Einsatz kamen und die daraus gewonnenen Informationen in ihren Analysen verarbeiteten. So existierten in Polen zwei Institute, die sich mit Fragen des Ostseeraums beschäftigten. Nach Beginn des deutschen Überfalls auf Polen plünderten Buchardt und seine Kollegen zunächst die Archive des Instituts Bałtycki in Thorn bzw. in Gdingen. Ein Teil davon sollte dem Bestand des Wannsee-Instituts hinzugefügt werden.
Dann allerdings hatten sich Buchardt und Kollegen im nunmehr Gotenhafen genannten Gdingen um die Baltenumsiedlung zu kümmern. Der Führer der Bewegung in Lettland, Erhard Kroeger, hatte bei Heinrich Himmler den Wunsch seiner deutschbaltischen Volksgruppe vorgetragen, „Heim ins Reich“ zu wollen. Das entsprach in etwa jenen Vorschlägen, die zuvor Anfang 1939 über die Nordost-Abteilung des SD, also durch Buchardt, Handrack und Kollegen der Führung der SS übermittelt worden waren. Hitler war mit dem Vorschlag von Kroeger einverstanden, bestand aber darauf, dass das im Einvernehmen mit der Sowjetunion zu erfolgen habe. Am 28. September 1939 unterzeichneten die Außenminister Molotow und Ribbentrop eine vertrauliche Vereinbarung zwischen der UdSSR und Deutschland über die Umsiedlung der Deutschbalten aus der Interessensphäre der UdSSR. Nun konnte Buchardt mit ihren Mitarbeitern aus dem Wannsee-Institut im Rahmen der neuen Einwandererzentralstelle Nordost in Gotenhafen ihre Vorschläge aus den Berichten über die Bevölkerungspolitik im Baltikum in die Tat umsetzen.

### Emigranten
Eine weitere Schwerpunktaufgabe des Instituts war die Beurteilung der Frage, wie die osteuropäischen Emigranten in Polen und anderen besetzten Gebieten auf den deutschen Einmarsch reagieren würden. Im Wannsee-Institut leitete Erich Hengelhaupt das Sachgebiet sowjetische und kaukasische Emigration. Hengelhaupt war damit für die geheime, wissenschaftliche Bearbeitung russischer und kaukasischer Emigranten im Auftrag des SD zuständig. Einige Spezialisten des Wannsee-Instituts wurden deshalb zur Kontaktaufnahme mit osteuropäischen Emigranten in die eroberten Emigranten-Zentren wie Warschau, Paris (Erich Hengelhaupt und Rudolf Wagner) oder Belgrad (Rudolf Wagner) entsandt, um dort Vertrauensstellen für Gestapo und SD einzurichten.
Im Falle der Kaukasier in Warschau ist anzunehmen, dass Wannsee-Chef Michael Achmeteli über seinen Onkel Wladimir Achmeteli, ehemals georgischer Botschafter in Berlin, diese Verbindungen nutzte und so einen Draht zum Vertreter der Kaukasier in Warschau schaltete. Der Hauptagent bzw. „Principal-Agent“ von Gestapo und SD in der kaukasischen Gemeinde in Warschau war offensichtlich der georgische Arzt Gregor Alschibaja. Der polnische Geheimdienst bezichtigte Alschibaja vor dem deutschen Einmarsch in Polen der Spitzeldienste für das Reich und wollte ihm deshalb die Aufenthaltserlaubnis für Polen entziehen, scheiterte aber an dessen hochrangigen Beziehungen zum polnischen Generalstab. Kurz nach der Besetzung Warschaus soll Gregor Alschibaja in einem sogenannten „Kaukasischen Club“ die dortige kaukasische Emigrantenszene im Auftrag der Gestapo beobachtet haben. Über den Georgier Gregor Alschibaja liefen demnach weiter die Drähte zur Gestapo und sicher auch zum SD.
Nach Gründung des RSHA im September 1939 wurde Hengelhaupt aus dem Wannsee-Institut herausgelöst und bekam einen Posten als Obersturmführer und Referent beim Inlands-SD im Amt II (Weltanschauliche Gegner), Abteilung II D (Auslandsprobleme). Er leitete hier das Referat II D 1 Ost, zuständig für die osteuropäische Emigration. Damit hatte er weiterhin die Stimmungslage unter den Emigranten im Ausland zu erfassen, wozu er selbst im Wannsee-Institut die Vorarbeit geleistet hatte.
Bei den Ukrainern scheint die Lage vor dem Polenfeldzug nicht so klar gewesen zu sein. So bat am 12. Juli 1939 Michael Achmeteli noch unter dem Briefkopf „Institut für Altertumsforschung“ das Kuratorium des Instituts dringend, bei der Beschaffung von Unterlagen zu den ukrainischen Parteien in Polen aus dem russischen Auslandsarchiv in Prag behilflich zu sein: „Da die Frage von außerordentlicher Wichtigkeit ist, wird um möglichst beschleunigte Erledigung unserer Bitte dringendst ersucht.“ Für den SD war es wichtig, beim Angriff auf Polen die Stimmungslage der Ukrainer zu kennen, die grundsätzlich die Polen als Besatzer betrachteten und daher für die Deutschen nützlich waren. Für die Verbindung zu den Ukrainern war allerdings mehr die Abteilung Abwehr II von Admiral Canaris zuständig.

### Publikationen
Das Wannsee-Institut erstellte Gutachten, Denkschriften, Karten und Übersetzungen, um die Partei- und Staatsinstanzen über diverse Ost-Themen zu informieren. Einen großen Teil nahmen Berichte über die Volksgruppen am Rande der Sowjetunion ein, mit Titeln wie „Weissruthenien“ (Mai/Juni 1941), „Die Ukraine“ (Mai/Juni 1941), „Sibirien“ (Juli 1941), „Der Kaukasus“ (Juni 1942) und „Das Kosakentum“ (Juli 1942) oder eine Arbeit über die Rote Armee (1938). Ein zweibändiges „Handbuch der Sowjetunion“ wurde zu Kriegsbeginn 1941 herausgegeben. Mit Wirtschaftsfragen befassten sich Sonderberichte wie „Die Buntmetalle in der UdSSR“, „Die sowjetische Kohlenindustrie“, „Getreideernte in der Sowjetunion“ oder „Das Eisenbahnnetz der Sowjetunion“. Politische Themen waren Analysen mit den Titeln „Marschall Tuchatschewski“ (1937), „Propagandistische Vorbereitungen der Sowjetunion für den Zukunftskrieg gegen Deutschland“ (1939) und „Mitteilungen zur Lage in der Sowjetunion“. Die Ergebnisse gelangten in Form dieser Sonderberichte wie auch in periodischen Monatsberichten (Auflage 1938 etwa 300 Stück) einem Kreis von Kuratoriumsmitgliedern des Instituts den Reichsministern, den Reichs- und Gauleitern der NSDAP und allen höheren SS-Führern zur Kenntnis. Einer, der einige Zeit diese Monatsberichte schrieb, war Erich Hengelhaupt.

## Kriegszeit
Anfang 1940 wurde das Wannsee-Institut offiziell in ein Sonderreferat des Amtes VI im Reichssicherheitshauptamt umgewandelt und dem Bereich Ausland C (Russisch-Japanisches Einflussgebiet Osten) unter der Leitung von Heinz Gräfe unterstellt. Der Kriegsverlauf erforderte ab Mitte 1943 eine deutliche Straffung der Arbeitsinhalte, im Mittelpunkt standen nunmehr ausschließlich kriegswichtige Aufgaben; zahlreiche frühere Projekte wurden aufgegeben.
Gleichzeitig wurde im Reichssicherheitshauptamt Amt VI ein Forschungsdienst mit dem Tarnnamen Reichskuratorium für Länderkunde als Gruppe VI G eingerichtet. Als Leiter wurde Wilfried Krallert eingesetzt und das Wannsee-Institut, wie auch die anderen ähnlichen nachrichtendienstlich tätigen Forschungsgruppen, ihm unterstellt. Zuständig für den japanischen Raum und die Fernostreferate von RSHA VI C wurde das 1942 gebildete Ostasieninstitut unter Walter Donat. Später kam noch die Forschungsstelle Orient in Tübingen unter Walter Lorch für die Nahostreferate von RSHA VI C hinzu.

### RSHA VI C und Wannsee-Institut
Im November 1939 schlug Franz Six kurz nach Gründung des Reichssicherheitshauptamtes vor, das Wannsee-Institut dem Amt VI (Auslands-SD) des RSHA zuzuschlagen. Doch erst im November 1940 verfügte Reinhard Heydrich die entsprechende Umsetzung. Das Wannsee-Institut wurde Sonderreferat in der Amtsgruppe VI C des RSHA unter Heinz Gräfe. Am 2. September 1941 legte Gräfe den „Plan eines nachrichtendienstlichen Forschungsdienstes“ vor, mit dem er die Fortführung des Wannsee-Institutes im Bereich des Amtes VI sicherstellen wollte. Im Kern lauteten die Argumente, dass der Auslandsnachrichtendienst für die Arbeit gegen Russland ein eigenes Forschungsinstitut brauchte, da man die hier wegen des Krieges Prioritäten setzen müsse und wissenschaftliche Unterstützung unmittelbar benötige. Daneben wären wegen der Geheimbedürftigkeit auch keine anderen, weniger überprüften Einrichtungen nutzbar, die man zudem mit anderen Bedarfsträgern teilen müsste. Sowohl Gräfe als auch sein Stellvertreter Erich Hengelhaupt wussten um den Wert des SD-Forschungsdienstes für die geheime Ostaufklärung. Das zweibändige Sowjetunion-Handbuch, das bei Kriegsbeginn gegen die Sowjetunion herauskam und den Einsatzgruppen vorlag, wurde als Musterbeispiel angeführt. Es enthielt im Detail alle Informationen, die für die politische Kriegsführung gegen die Sowjetunion von Bedeutung waren.
Gräfe erreichte zwar nicht alle Ziele seiner Vorlage, allerdings verblieb das Wannsee-Institut vorerst im Geschäftsbereich der Gruppe VI C und Gräfe hatte sein wichtigstes Ziel somit erst einmal erreicht. Damit ergab sich eine enge Zusammenarbeit zwischen wissenschaftlicher Ostforschung und der geplanten politischen Kriegsführung gegen die Sowjetunion, die Gegenstand der nächsten beiden Studien von Gräfe war und im 1942 etablierten Sabotage- und Zersetzungsunternehmen Zeppelin des SD gipfelten.
Nunmehr wurde ein weiteres Sonderreferat als VI C/Z unter Gräfe für das Unternehmen Zeppelin eingerichtet. Etliche seiner Führungskräfte kamen von den in Leipzig angeworbenen Wissenschaftlern des SD und aus dem Wannsee-Institut, das ohnehin bereits zur Amtsgruppe VI C gehörte. So gelangten einige vormalige Wannsee-Mitarbeiter zum Unternehmen Zeppelin. Andere Angehörige des Wannsee-Instituts erhielten die Gelegenheit, selbst die Ostgebiete zu bereisen und waren im April 1942 im Vernichtungslager Auschwitz bei der Personalauswahl kaukasischer Freiwilliger für den SD behilflich oder verhörten sowjetische Kriegsgefangene analog zu den ersten Erfahrungen 1937 während der Rückkehrer-Befragungen. Das Zeppelin-Referat VI C/Z wurden nach Verlegung des Wannsee-Instituts nach Plankenwarth in die Referate VI C1–3 integriert und mit ihnen zusammen in der vormaligen Liegenschaft des Wannsee-Instituts zusammengefasst.

### RSHA VI G und Wannsee-Institut
Mit der Verlegung des Wannsee-Instituts nach Plankenwarth in Österreich und der Unterstellung unter die Amtsgruppe VI G (wissenschaftlich-methodischer Forschungsdienst) unter Wilfried Krallert und dessen baltendeutschen Stellvertreter Jürgen von Hehn erfolgte eine Zentralisierung der gesamten geheimen Ostforschung des SD. Unter Krallert wurde das Wannsee-Institut in eine Kriegsarbeitsgemeinschaft mit der Publikationsstelle Ost integriert. Jürgen von Hehn interessierte sich insbesondere für Ausarbeitungen zu Gegenströmungen in der Sowjetunion und zu Differenzen zwischen Lenin und Stalin, die vom Zersetzungsunternehmen Zeppelin für Propagandazwecke verwertet werden konnten. Die Erstellung von genauen Karten für die Sabotageunternehmen der SS gehörte ebenfalls zu den Aufgaben des Instituts. Das Wannsee-Institut verfügte über eine Ausweichstelle in der Nähe im Kloster St. Lambrecht in der Steiermark, wo sich die Kartenstelle, die Sammelstelle für Beutebücher und das Zeitschriftenarchiv befanden.
Die Verlegung nach Plankenwarth, die Verselbständigung von Achmeteli in seinen Aktionen und Personalabgaben anlässlich der Kriegsereignisse führten zu einem Rückgang der Aktivitäten des Instituts. Mit Obersturmführer Gerhard Teich als Leiter des Auswertungsreferats VI C3 in Wannsee blieb ab Februar 1944 eine Brücke zwischen den Amtsgruppen VI C und VI G bestehen, und im Mai 1944 erwog Krallert die Abberufung Achmetelis. Anfang September trafen Teich und Arkadi Kotschoubey von RSHA VI C in Graz ein, um das Institut wieder arbeitsfähig zu machen. Teich übernahm schließlich im Oktober 1944 das Institut von Achmeteli, ohne seine Funktion bei VI C3 aufzugeben. Das sogenannte „Unternehmen Teich“ wurde zum „Forschungsdienst Ost, Politische Informationen“.
Parallel dazu existierte das „Unternehmen Lieben“ unter Hauptsturmführer Hans-Hennig von Lieben, das als „Forschungsdienst Ost für Wirtschaft und Technik“ Hintergrundinformationen für die Sabotageoperationen des SD lieferte. Teich und Lieben bildeten 1943/44 das wissenschaftliche Rückgrat für das Unternehmen Zeppelin. Von diesem Zeitpunkt an konzentrierte sich das inzwischen auf Schloss Plankenwarth ausgelagerte Wannsee-Institut auf die nachrichtendienstliche Bearbeitung der Sowjetunion, einschließlich der Planung von antibolschewistischen Aufständen und Sabotageakten.
Anfang 1945 übernahm Hans Koch die Leitung des Instituts, das sich nun „Institut zur Erforschung der Sowjet-Union“ nannte. Der Bibliotheksleiter Harald Spehr wurde sein Stellvertreter. Nach der Befreiung von Graz durch die Amerikaner ist der Verbleib der Bibliothek und des Archivs unbekannt geblieben.  Im Februar 1945, mit dem Herannahmen der Roten Armee, erfolgte die Evakuierung der Institution nach Hof.